# Чурал
Чурал (Левая Рассоха) — река в России, протекает в Красновишерском районе Пермского края. Устье реки находится в 25 км по левому берегу реки Велс. Длина реки составляет 25 км. В 4,8 км принимает справа реку Правая Рассоха. До её впадения обозначается на картах как Левая Рассоха, поэтому если трактовать Чурал, как образующийся от слияния Левой и Правой Рассохи, то длина Чурала составляет 4,8 км, а длина Левой Рассохи — 20 км.
Исток Левой Рассохи в отрогах Северного Урала на перевале между горами Большая Шудья (883 м НУМ) и Шудья-Пендыш (1050 м НУМ) в 23 км к юго-востоку от посёлка Велс. Течёт сначала на северо-восток, затем на север, протекая по долине между горами Чурол (773 м НУМ) и Белый Камень (1085 м НУМ). Всё течение проходит в ненаселённой местности среди гор и холмов, покрытых тайгой. Течение имеет горный характер. Приток — Правая Рассоха. Впадает в Велс в 18 км к юго-востоку от посёлка Велс. Ширина реки у устья около 30 метров, скорость течения — 0,8 м/с.

## Данные водного реестра
По данным государственного водного реестра России относится к Камскому бассейновому округу, водохозяйственный участок реки — Кама от водомерного поста у села Бондюг до города Березники, речной подбассейн реки — бассейны притоков Камы до впадения Белой. Речной бассейн реки — Кама.
По данным геоинформационной системы водохозяйственного районирования территории РФ, подготовленной Федеральным агентством водных ресурсов:
- Код водного объекта в государственном водном реестре — 10010100212111100004334
- Код по гидрологической изученности (ГИ) — 111100433
- Код бассейна — 10.01.01.002
- Номер тома по ГИ — 11
- Выпуск по ГИ — 1